# Lista siturilor arheologice din județul Prahova - Z
Lista siturilor arheologice din județul Prahova - Z conține toate siturile arheologice din județul Prahova înscrise în Repertoriul Arheologic Național (RAN) și aflate în localități al căror nume începe cu litera Z. RAN este administrat de Ministerul Culturii și Patrimoniului Național și cuprinde date științifice, cartografice, topografice, imagini și planuri, precum și orice alte informații privitoare la zonele cu potențial arheologic, studiate sau nu, încă existente sau dispărute.
Puteți căuta un sit din localitățile care încep cu litera Z folosind formularul de mai jos sau puteți naviga prin toate siturile din județ la Lista siturilor arheologice din județul Prahova.
| Cod RAN                                   | Denumire                                                                                                   | Localitate                    | Adresă     | Datare        | Descoperit | Coordonate                                   | Imagine           | Erori            |
| ----------------------------------------- | --- | ----------------------------- | ---------- | ------------- | ---------- | -------------------------------------------- | ----------------- | ---------------- |
| 134327.01.01 (Cod LMI: PH-I-m-B-16231.04) | Situl arheologic de la Zalhanaua - La Turnuri / ansamblu anonim (Categorie: locuire civilă) (Tip: Așezare) | sat Zalhanaua, comuna Mănești | La Turnuri | geto-dacică   |            | 44°52′33″N 25°56′38″E / 44.87594°N 25.9438°E | Încărcați imagine | Raportați eroare |
| 134327.01.02 (Cod LMI: PH-I-m-B-16231.03) | Situl arheologic de la Zalhanaua - La Turnuri / ansamblu anonim (Categorie: locuire civilă) (Tip: Așezare) | sat Zalhanaua, comuna Mănești | La Turnuri |               |            | 44°52′33″N 25°56′38″E / 44.87594°N 25.9438°E | Încărcați imagine | Raportați eroare |
| 134327.01.03 (Cod LMI: PH-I-m-B-16231.02) | Situl arheologic de la Zalhanaua - La Turnuri / ansamblu anonim (Categorie: locuire civilă) (Tip: Așezare) | sat Zalhanaua, comuna Mănești | La Turnuri | sec. III - IV |            | 44°52′33″N 25°56′38″E / 44.87594°N 25.9438°E | Încărcați imagine | Raportați eroare |
| 134327.01.04 (Cod LMI: PH-I-m-B-16231.01) | Situl arheologic de la Zalhanaua - La Turnuri / ansamblu anonim (Categorie: locuire civilă) (Tip: Așezare) | sat Zalhanaua, comuna Mănești | La Turnuri | sec. X        |            | 44°52′33″N 25°56′38″E / 44.87594°N 25.9438°E | Încărcați imagine | Raportați eroare |
| 133152.01 (Cod LMI: PH-II-m-B-16862)      | Ruinele podului de peste Telejean de la Zănoaga / ansamblu anonim (Categorie: construcție)                 | sat Zănoaga, comuna Dumbrava  |            |               |            |                                              | Încărcați imagine | Raportați eroare |